# Eloi Maduell i García
Eloi Maduell i García (Barcelona, 1 de juliol de 1975), és un enginyer informàtic especialitzat en la creació digital en directe i el vídeo mapping. És membre fundador del col·lectiu Telenoika i de Playmodes, on desenvolupa i investiga dins les arts multimèdia. És professor de cursos d'introducció a l'audiovisual en directe i de creació audiovisual avançada.

## Biografia
Nascut el 1975, el 1993, s'inscrigué en els estudis del grau d'Enginyeria Informàtica a la Universitat Politècnica de Catalunya (UPC), tot especialitzant-se en Infografia i en Enginyeria de programari o Software. Tanmateix, va rebre formació amb relació a les ciències de la computació i el tractament d'aquestes en l'enginyeria. El seu pas per la Universitat Politècnica de Catalunya finalitzaria l'any 2001.
Un any abans però, Maduell havia començat a treballar pel programari Aestesis i va fundar, com a membre d'un ampli col·lectiu, l'Associació Cultural Telenoika.
Telenoika utilitzaria el Festival d'Audiovisuals i Noves Tecnologies: VideA, un dels més reconeguts a escala mundial del qual Maduell n'era coordinador, de l'any 2000 al 2002, per donar a conèixer especialment la feina dels anomenats videojòqueis, els quals creen sessions visuals amb vídeos i música.
Sota el pseudònim pause vj. Maduell va participar en un seguit de festivals audiovisuals tant nacionals com internacionals entre 2002 i 2006; i, l'any 2005 va ser guardonat amb el Premi Vjology als Països Baixos, com a millor videojòquei a escala europea.
Entre 2006 i 2011 ocupà el càrrec de director tècnic al Festival VAD; i el mateix 2006, fundà el col·lectiu Playmodes amb Santi Vilanova, a través del qual estudien, desenvolupen i cerquen aplicacions interactives, tecnologies vinculades a les arts escèniques, mappings, i espectacles de llum digital, entre altres projectes, dins dels processos d'experimentació interactiva coneguts com a Openframeworks, mostrant les seves obres per tot Europa.
Entre els seus projectes més destacats s'inclou el video-mapping sobre les pintures romàniques de Taüll. Aquest presentava digitalment i virtualment el procés de creació de les pintures romàniques (els frescs de l'absis major i el presbiteri central) de l'església de Sant Climent de Taüll que daten de l'any 1123 i que són patrimoni mundial.
Més enllà dels mappings audiovisuals, Maduell fins ha realitzat un seguit de curtmetratges. Ja el 1998 elaborà el seu primer curt, Telenoia, el 2000 va realitzar-ne el segon, anomenat Eco i el 2003 faria possible el tercer: Somni de Terra i Aigua. A més, és cofundador de LABfàbrica, un laboratori de noves tecnologies ubicat a Celrà (Girona).

## PlayModes
Playmodes és el projecte sorgit fruit de la col·laboració d'Eloi Maduell i Santi Vilanova. Aquest projecte té com a objectiu la creació d'art digital i audiovisual.
Playmodes ha creat un conjunt de tecnologies (programari i maquinari) per tal de crear projeccions, instal·lacions interactives e immersives, escenografia, disseny sonor, mappings, etc. Mitjançant l'ús de les tecnologies audiovisuals l'espectador pot entrar en un univers artificial creat per aquestes. L'espectador interactua de forma física amb el material audiovisual, d'aquesta manera aquest deixa de ser un simple espectador i passa a ser un actor que converteix la creació audiovisual en un joc.
El nom del projecte prové d'un primer projecte anomenat Playmodes mostrat l'any 2006 al Mercat de les Flors. Aquest projecte està basat en el concepte vídeo buffer i els miralls que modifiquen el cos que podem trobar en diferents parc temàtics. Aquesta instal·lació mostra el cos de l'espectador a temps real creant un efecte de vídeo dansa, creant diferents experiències visuals. Actualment aquest projecte es troba en desenvolupament per Arturo Castro i Ignasi Alvarez.
Aquest projecte expandeix el seu coneixement mitjançant seminaris, workshops i tallers a universitats i altres institucions. Paral·lelament ajuden a nous creadors i emprenedors a dur a terme el seu projecte, ajudant-los o assessorant-los.
Dins de la part educativa del projecte cal destacar la creació del mapping de l'església romànica de Sant Climent de Taüll, aquest reconstrueix els frescs que hi havia a l'absis original que en l'actualitat es troben restaurats al MNAC (Museu Nacional d'Art de Catalunya).
A part de la tasca educativa i de recerca audiovisual, PlayModes també realitza un seguit de projectes com per exemple espectacles teatrals: el seu projecte Ink & Dance que combinava la dansa amb projeccions fetes darrere d'una ballarina. De fet, la tasca creativa, artística i comercial és la més extensa d'aquest projecte i el que ha donat més renom al projecte.
Actualment Playmodes ha realitzat més de 45 projectes audiovisuals arreu del món, tot i que la seva activitat es concentra a Espanya i Catalunya.

## Telenoika

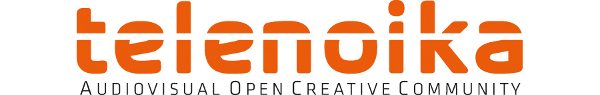

Telenoika és una associació cultural fundada l'any 2000, d'on Eloi Maduell n'és cofundador. Actualment està situada a l'espai cultural del Raval (Barcelona). Es tracta d'una plataforma on artistes de l'experimentació i la creació audiovisual poden compartir coneixement, donar-se a conèixer al gran públic i expressar el seu art. Actualment reuneix a un grup de persones interessades en les innovacions dels llenguatges artístics i on s'investiguen vies alternatives de comunicació. Està format per tot tipus d'artistes, tant músics, artistes visuals, intèrprets, programadors de programari lliure com tot aquell interessat en la cultura audiovisual, formant així una associació il·limitada d'artistes, on cada any s'hi van sumant més.
L'activitat principal que realitza l'Associació és donar suport a artistes emergents per a participar en concerts i festivals, tot i que també es dediquen a la docència de les arts visuals, ja que hi ha un buit en el coneixement de l'art digital, normalment els interessats són estudiants o artistes de qualsevol modalitat. Per exercir aquesta docència participen en tallers com al programa MIRA Lab del Centre de Cultura Contemporània de Barcelona (CCCB), ja que és un espai dedicat als nous creadors d'espectacles en les arts visuals en directe a partir de la nova tecnologia. A més, també creen instal·lacions interactives com el Telenoika Feedback Experience (2009), una reflexió sobre els errors que generen les diferents generacions de mescladors de vídeo. Alhora, creen espectacles visuals de tota mena, així com videomapatges, un exemple és el que van realitzar a Còrdova amb motiu del Festival Eutopia.
En aquesta associació Eloi Maduell, a més de ser un dels fundadors, també desenvolupa projectes dins del col·lectiu, sobretot de videomapatge (video-mapping) des de l'any 2009. Entre altres projectes que ha realitzat, podem trobar el que van realitzar a Itàlia per la segona edició del Kernel Festival (2011) a la façana de La Villa Tittoni Traversi, a La Pedrera (2016) on es representaven visualment les obres d'Enric Granados, en el context de la celebració del centenari de la seva mort, o el Projecte euroregional d'escenes digitals: formes híbrides entre dansa i arts digitals on participava com a representant de Telenoika.
Un altre espectacle important en el qual va participar és el muntatge per la inauguració d'El Molino.

## Obra
L'obra realitzada per Eloi Maduell va des del 2006 fins a l'actualitat, s'emmarca dins dels projectes Telenoika i PlayModes, on col·labora amb Santi Vilanova. La seva obra comprèn diferents àmbits: la recerca, el comercial, el creatiu i l'educatiu. També, ha produït curtmetratges com Telenoia (l'any 1998), Eco (el 2000) i Somni de Terra i Aigua (el 2003). Des del 2002 fins al 2006, Eloi Maduell ha participat amb el pseudònim “Pause vj” en diversos festivals audiovisuals internacionals, guanyant el Premi Vjology, l'any 2005 als Països Baixos.
A continuació, s'especifiquen algunes de les seves creacions.

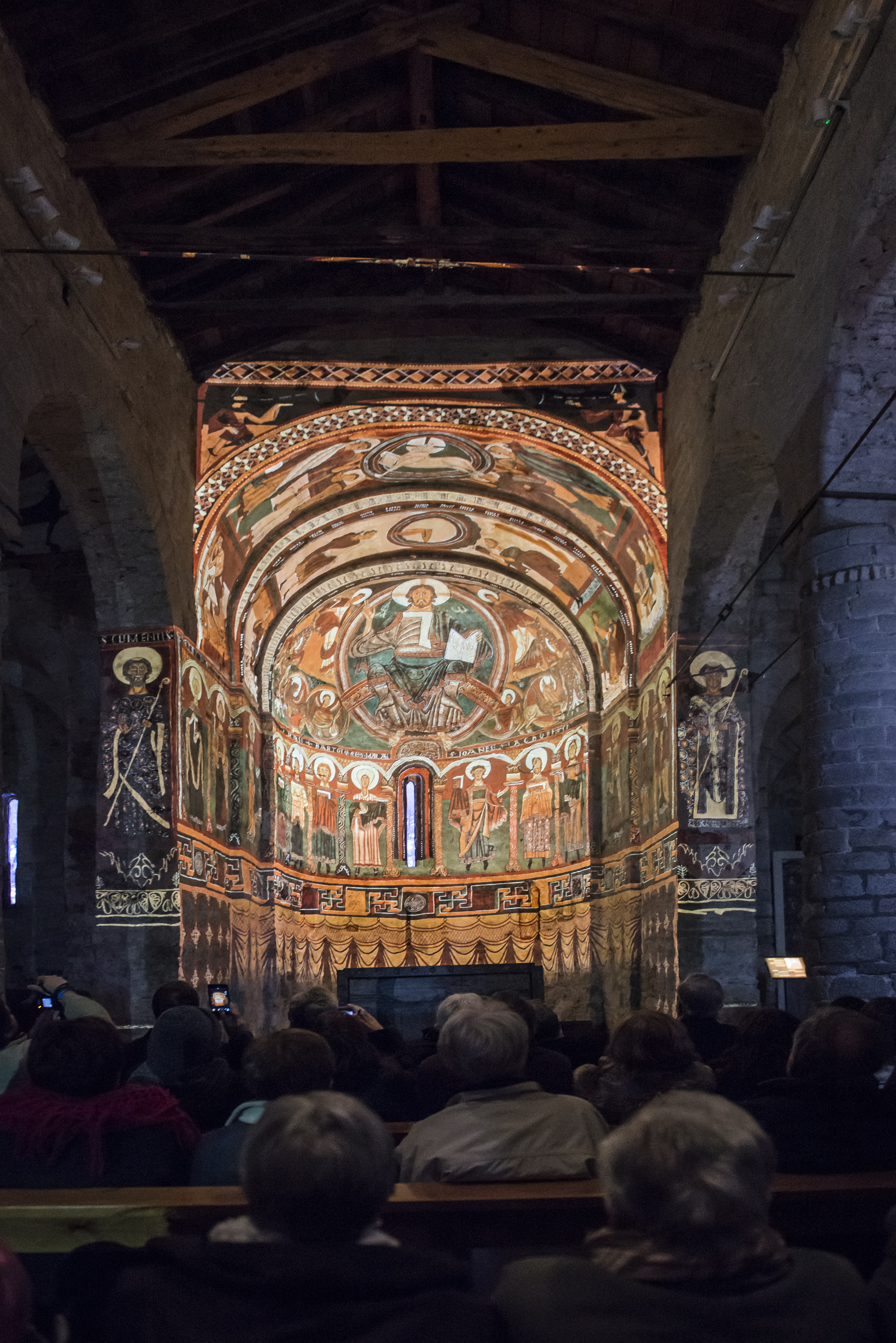
Mapping projectat a l'absis de l'església de Sant Climent de Taüll.

### Mapping del Pantocràtor de Taüll
Recreació dels frescs originals de l'església de Sant Climent de Taüll mitjançant un vídeo mapping de l'absis major i el presbiteri de la nau central. Actualment, la pintura original es troba al Museu Nacional d'Art de Catalunya a Barcelona, MNAC. El projecte i la producció tècnica del mapping de Taüll ha estat realitzada per Eloi Maduell. La pintura es va reproduir digitalment i així es van anar creant les animacions, tot fent recerca per saber com es van pintar els frescs originals que daten del segle xii. A l'hora de la reproducció trobem 6 projectors dins l'església que permeten fer la recreació completa de les pintures originals i de la iconografia de l'espai.
El mapping de Taüll neix amb la finalitat de presentar les pintures en l'arquitectura de l'església de Sant Climent de Taüll tal com eren al segle xii, recreant digitalment la pintura romànica inicial i les projeccions audiovisuals.

### Videoclip de l'Ocell Petit
Videoclip creat a partir de la digitalització en 3D d'imatges que provenen de quadres i retaules del segle xiv i del segle xv, totes incloses a l'espectacle multimèdia Cénit de Standstill. L'animació i 3D la va realitzar Eloi Maduell i Santi Vilanova.

### Mapping sobre la Casa del Mandarí
Espectacle dissenyat per a la façana de la mansió Yuqing a la Casa del Mandarí, es divideix en quatre capítols: L'origen, El període d'or, La degradació i La Renovació. A través d'imatges i so, s'experimenten els incidents que es van donar a la casa del Mandarí, a més de parts de la vida de l'antic propietari de la casa, Zheng Guanying.

### Blaus
L'any 2012, Eloi Maduell, Santi Vilanova i Àlex Posada van crear un espai audiovisual relacionant llum i so per tal d'explorar la percepció sinestèsica d'una cisterna gegant d'aigua. Els autors parteixen de hardware i software creats especialment per als seus espectacles experimentals.

### Festa Major de la Mercè
El 2014, en el marc de la festa major de Barcelona, la Mercè, la tecnologia s'incorporà al parc de la Ciutadella on es permetia veure instal·lacions de llum i so, creades i dirigides per Eloi Maduell, Santi Vilanova i Àlex Posada. Tot formant part de l'estudi PlayMID. A partir d'elles, s'exploren les possibilitats de combinar l'enginyeria informàtica, l'enginyeria electrònica i el disseny.